# Lasserre (Lot-et-Garonne)
Lasserre is een gemeente in het Franse departement Lot-et-Garonne (regio Nouvelle-Aquitaine) en telt 76 inwoners (2009). De plaats maakt deel uit van het arrondissement Nérac.

## Geografie
De oppervlakte van Lasserre bedraagt 6,6 km², de bevolkingsdichtheid is 11,5 inwoners per km².
De onderstaande kaart toont de ligging van Lasserre (Lot-et-Garonne) met de belangrijkste infrastructuur en aangrenzende gemeenten.

## Demografie
Onderstaande figuur toont het verloop van het inwonertal (bron: INSEE-tellingen).

1. ↑  Populations de référence 2022.